# Хельм, Энн
Энн Хельм (англ. Anne Helm, род. 12 сентября 1938 года) ― актриса канадского происхождения и детская писательница.

## Ранние годы
Хельм родилась в Торонто, Канада. Ее отец был брокером по недвижимости, а мать управляла загородной гостиницей и молочной фермой. В 12 лет она начала изучать балет в Национальной балетной гильдии Канады, а в 14 лет она училась в балетной школе Метрополитен-опера.

## Карьера
В 1940-х годах она начала выступать на Бродвее, в постановках «Хай Кикерс» (1941), «Леди в темноте» (1943) и «Мексиканская поездка на сеновале» (1944).  Вернулась как актриса, сыграв в фильмах «Облако 7» (1958) и «Эдвин Бут» (1958). В 1950-х годах она моделировала одежду для девочек-подростков в Нью-Йорке, снималась в рекламных роликах и танцевала в ночном клубе Copacabana.
Живя в Нью-Йорке, Хельм начала свою актерскую карьеру, которая в конечном итоге привела ее в Голливуд. Ее телевизионный дебют состоялся на шоу Фила Сильверса в роли участницы конкурса красоты. Ее заглавная роль 1958 года в презентации сборника рассказов Ширли Темпл "Спящая красавица" стала предметом статьи в журнале Life. Она дебютировала в кино в 1960 году.
В основном она снималась в сериалах, таких как «Автобусная остановка», «Дни в Долине Смерти», «Перри Мейсон».
Хельм получила признание в роли Холли Джонс, возлюбленной Элвиса Пресли в фильме «Следуй мечте». Затем последовали роли в таких фильмах и сериалах, как «Волшебный меч», «Главный госпиталь», Удивительные истории и других.

## Личная жизнь
Имела короткий роман с Элвисом Пресли на съёмках фильма «Следуй мечте». С 1968 по 1969 год Энн Хельм была замужем за писателем Джоном Шерлоком, от которого у нее родился сын Питер. Ее вторым мужем был актер Роберт Вихаро, за которого она вышла замуж в 1971 году, у них родилась дочь Серена (1977 г.р.), которая также стала актрисой. Хельм и Вихаро развелись в 1979 году.